# Amerika kommandó: Világrendőrség
Az Amerika kommandó: Világrendőrség (eredeti cím: Team America: World Police) 2004-ben bemutatott német–amerikai filmvígjáték, amelynek a South Park, illetve Az én kis Bushom című sorozatok készítői, Trey Parker és Matt Stone voltak az ötletgazdái. A film a nagy költségvetésű akciófilmek, illetve az amerikai politika szatírája. A produkcióban bábokkal játsszák a szereplőket. 
Az Amerikai Egyesült Államokban 2004. október 15-én jelent meg, Magyarországon 2005. február 24-én mutatták be. 32 millió dolláros költségvetés mellett 52 millió dolláros bevételt hozott. Többségében pozitív kritikákat kapott és az eltelt években kultikus státuszt ért el.

## Cselekmény
Az Amerika Kommandó terrorellenes rendőrség. Kim Jong-il megállítására készül, aki atomrakétákat tervez bevetni az Amerikai Egyesült Államok ellen. A kommandó vezetője, Spoottswoode beszervezi a fiatal és lecsúszott Broadway-színész Gary Johnstont a csapatba. Feladata, hogy jó színészi képességeit felhasználva beépüljön egy terrorszervezetbe, információkat szerezve Kim Jong-ilről és annak terveiről.

## Szereplők
| Szereplő            | Eredeti hang     | Magyar hang          |
| ------------------- | ---------------- | -------------------- |
| Gary Johnston       | Trey Parker      | Csőre Gábor          |
| Joe Smith           | Trey Parker      | Laklóth Aladár       |
| Kim Jong-il         | Trey Parker      | Botár Endre          |
| Carson              | Trey Parker      | Németh Gábor         |
| Hans Blix           | Trey Parker      | Kardos Gábor         |
| Sean Penn           | Trey Parker      | Stohl András         |
| Tim Robbins         | Trey Parker      | Csankó Zoltán        |
| Matt Damon          | Trey Parker      | Széles Tamás         |
| Helen Hunt          | Trey Parker      | Kovács Nóra          |
| Michael Moore       | Trey Parker      | Bajomi Nagy György   |
| Peter Jenkins       | Trey Parker      | Szersén Gyula        |
| Susan Sarandon      | Trey Parker      | Menszátor Magdolna   |
| Liv Tyler           | Trey Parker      | Solecki Janka        |
| Janeane Garofalo    | Trey Parker      | Náray Erika          |
| Részeg a bárban     | Trey Parker      | Pethes Csaba         |
| Chris Roth          | Matt Stone       | Széles László        |
| George Clooney      | Matt Stone       | Szabó Sípos Barnabás |
| Danny Glover        | Matt Stone       | Kránitz Lajos        |
| Ethan Hawke         | Matt Stone       | Seder Gábor          |
| Martin Sheen        | Matt Stone       | Papp János           |
| Lisa Jones          | Kristen Miller   | Orosz Anna           |
| Sarah Wong          | Masasa Moyo      | Kiss Erika           |
| Spottswoode         | Daran Norris     | Perlaki István       |
| H.Í.R.S.Z.E.R.Z.E.S | Phil Hendrie     | Welker Gábor         |
| csecsen terrorista  | Phil Hendrie     | Pethes Csaba         |
| Alec Baldwin        | Maurice LaMarche | Forgács Péter        |
| Samuel L. Jackson   | Fred Tatasciore  | Barbinek Péter       |